# (20780) Chanyikhei
(20780) Chanyikhei est un astéroïde de la ceinture principale d'astéroïdes.

## Description
(20780) Chanyikhei est un astéroïde de la ceinture principale d'astéroïdes. Il fut découvert le 1er septembre 2000 à Socorro (Nouveau-Mexique) par le projet LINEAR. Il présente une orbite caractérisée par un demi-grand axe de 2,54 UA, une excentricité de 0,14 et une inclinaison de 6,5° par rapport à l'écliptique.

## Compléments